# Saint-André-le-Bouchoux
Saint-André-le-Bouchoux és un municipi francès situat al departament de l'Ain i a la regió d'Alvèrnia-Roine-Alps. L'any 2007 tenia 303 habitants.

## Demografia

### Població
El 2007 la població de fet de Saint-André-le-Bouchoux era de 303 persones. Hi havia 106 famílies de les quals 20 eren unipersonals (8 homes vivint sols i 12 dones vivint soles), 27 parelles sense fills, 55 parelles amb fills i 4 famílies monoparentals amb fills.
La població ha evolucionat segons el següent gràfic:
Habitants censats

### Habitatges
El 2007 hi havia 126 habitatges, 111 eren l'habitatge principal de la família, 14 eren segones residències i 1 estava desocupat. 119 eren cases i 6 eren apartaments. Dels 111 habitatges principals, 92 estaven ocupats pels seus propietaris, 17 estaven llogats i ocupats pels llogaters i 3 estaven cedits a títol gratuït; 1 tenia dues cambres, 6 en tenien tres, 26 en tenien quatre i 78 en tenien cinc o més. 100 habitatges disposaven pel capbaix d'una plaça de pàrquing. A 41 habitatges hi havia un automòbil i a 70 n'hi havia dos o més.

### Piràmide de població
La piràmide de població per edats i sexe el 2009 era:
| Homes | Edats   | Dones |
| ----- | ------- | ----- |
| 0     | 95 o +  | 0     |
| 0     | 90 a 94 | 0     |
| 0     | 85 a 89 | 0     |
| 0     | 80 a 84 | 0     |
| 4     | 75 a 79 | 0     |
| 4     | 70 a 74 | 4     |
| 4     | 65 a 69 | 8     |
| 4     | 60 a 64 | 0     |
| 8     | 55 a 59 | 4     |
| 8     | 50 a 54 | 16    |
| 8     | 45 a 49 | 4     |
| 4     | 40 a 44 | 0     |
| 12    | 35 a 39 | 12    |
| 12    | 30 a 34 | 12    |
| 8     | 25 a 29 | 12    |
| 4     | 20 a 24 | 0     |
| 4     | 15 a 19 | 0     |
| 24    | 10 a 14 | 8     |
| 4     | 5 a 9   | 0     |
| 4     | 0 a 4   | 4     |

## Economia
El 2007 la població en edat de treballar era de 195 persones, 160 eren actives i 35 eren inactives. De les 160 persones actives 155 estaven ocupades (77 homes i 78 dones) i 5 estaven aturades (1 home i 4 dones). De les 35 persones inactives 16 estaven jubilades, 12 estaven estudiant i 7 estaven classificades com a «altres inactius».

### Ingressos
El 2009 a Saint-André-le-Bouchoux hi havia 113 unitats fiscals que integraven 312 persones, la mediana anual d'ingressos fiscals per persona era de 20.239 €.

### Activitats econòmiques
Dels 15 establiments que hi havia el 2007, 1 era d'una empresa de fabricació d'altres productes industrials, 4 d'empreses de construcció, 2 d'empreses de comerç i reparació d'automòbils, 2 d'empreses d'hostatgeria i restauració, 3 d'empreses de serveis i 3 d'empreses classificades com a «altres activitats de serveis».
Dels 4 establiments de servei als particulars que hi havia el 2009, 1 era un electricista, 1 perruqueria i 2 restaurants.
L'any 2000 a Saint-André-le-Bouchoux hi havia 14 explotacions agrícoles que ocupaven un total de 621 hectàrees.

## Equipaments sanitaris i escolars
El 2009 hi havia una escola maternal integrada dins d'un grup escolar amb les comunes properes formant una escola dispersa.

## Poblacions més properes
El següent diagrama mostra les poblacions més properes.